# Barbadillo del Pez
Barbadillo del Pez és un municipi de la província de Burgos a la comunitat autònoma de Castella i Lleó. Forma part de la Comarca de la Sierra de la Demanda.

## Fills il·lustres
- Pablo García benedictí i músic.

## Demografia
| 2000 | 2001 | 2002 | 2003 | 2004 | 2005 | 2006 | 2007 |  |
| ---- | ---- | ---- | ---- | ---- | ---- | ---- | ---- |  |
| 107  | 106  | 101  | 90   | 93   | 95   | 82   | 85   |  |